# 夏港駅
夏港駅（かこうえき、中文表記: 夏港站）は、中華人民共和国広東省広州市黄埔区開発大道にある広州地下鉄5号線の駅である。駅番号は5/29。

## 歴史
計画時の仮駅名は「広州開発区駅」であった。
- 2023年12月28日：開業[2]。

## 駅構造
島式ホーム1面2線を有する地下駅。

### のりば
| 番線 | 路線    | 行先             |
| ---- | ------- | ---------------- |
| 1    | ■ 5号線 | 黄埔新港方面     |
| 2    | ■ 5号線 | 広州駅・滘口方面 |

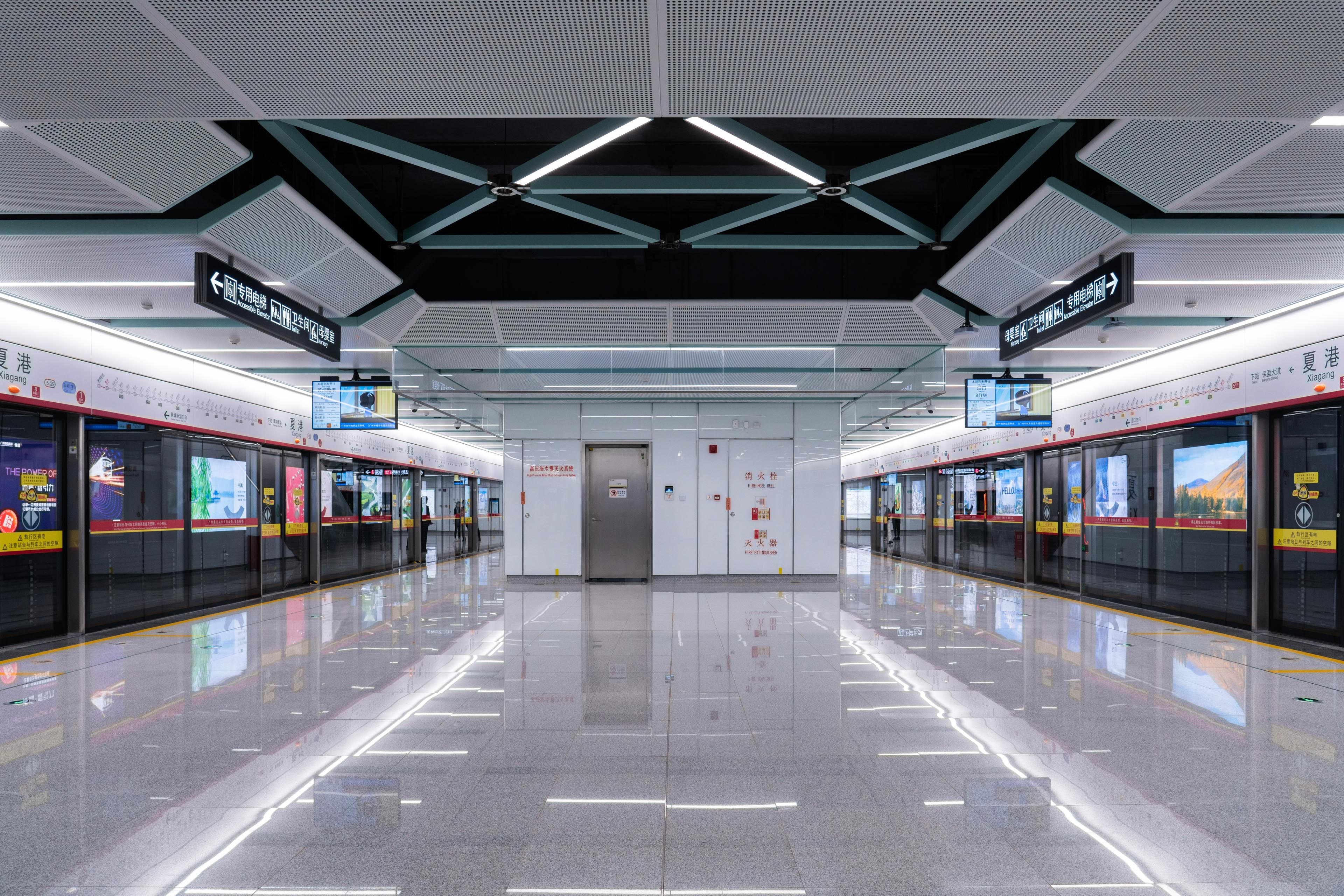
ホーム
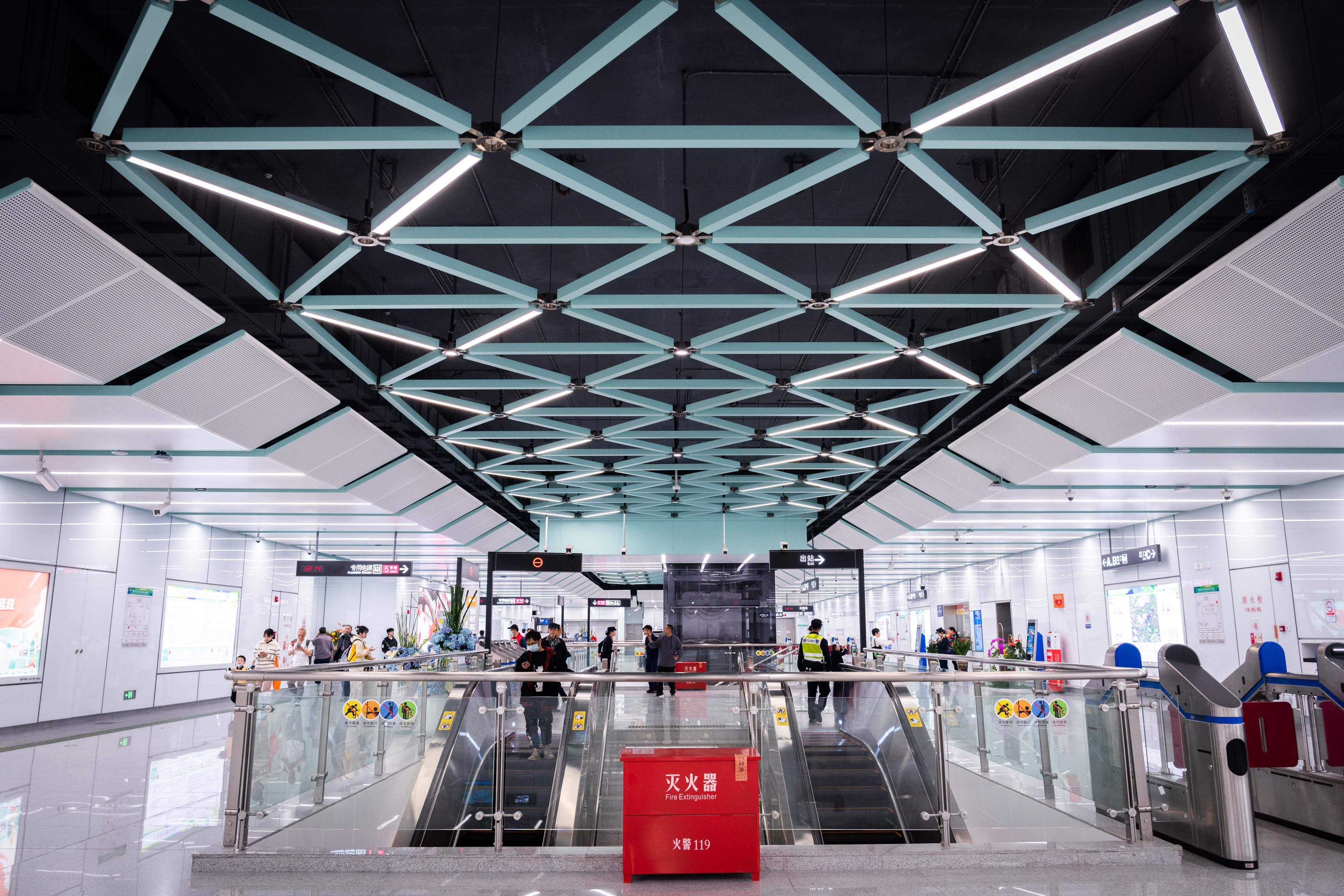
コンコース

## 駅周辺
- 黄埔明珠広場
- 青年公園
- 東園ビル
- 中成ビル
- 利豊ビル
- 広州経済技術開発区宿舍

## 隣の駅
広州地下鉄
■ 5号線
保盈大道駅 528 - 夏港駅 529 - 黄埔新港駅 530